# Au in der Hallertau

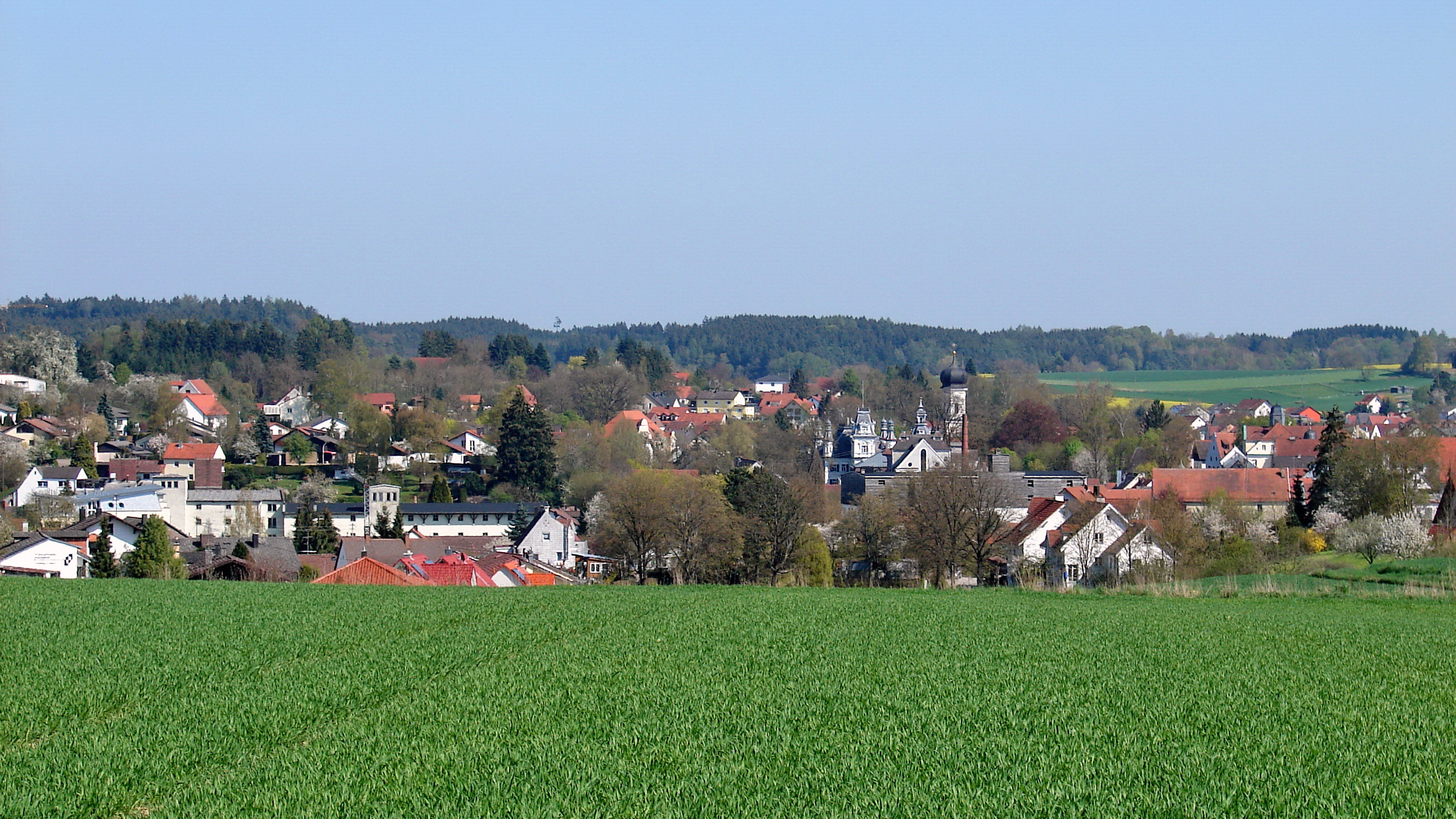
Ortsansicht von Westen

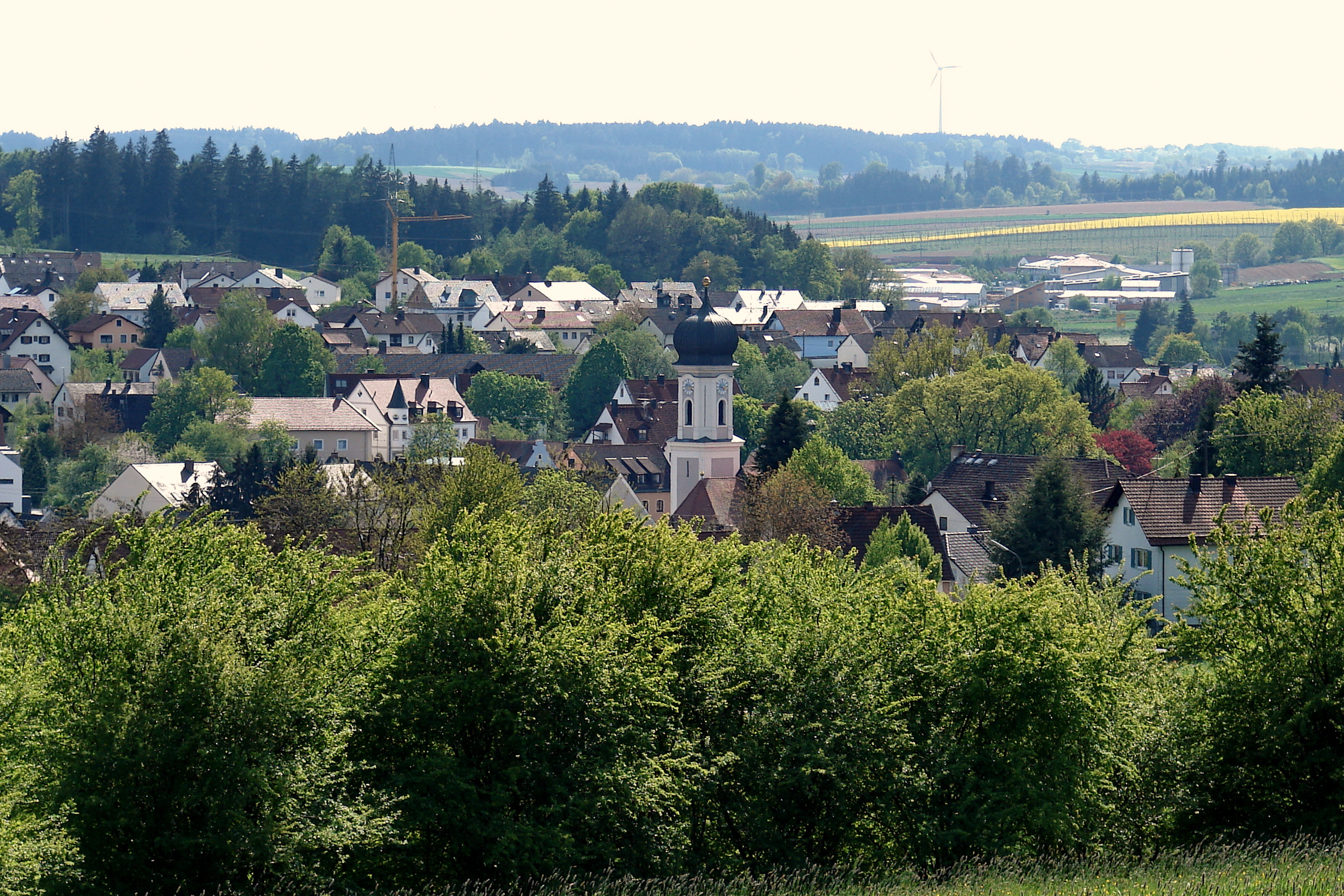
Ortsansicht von Süden

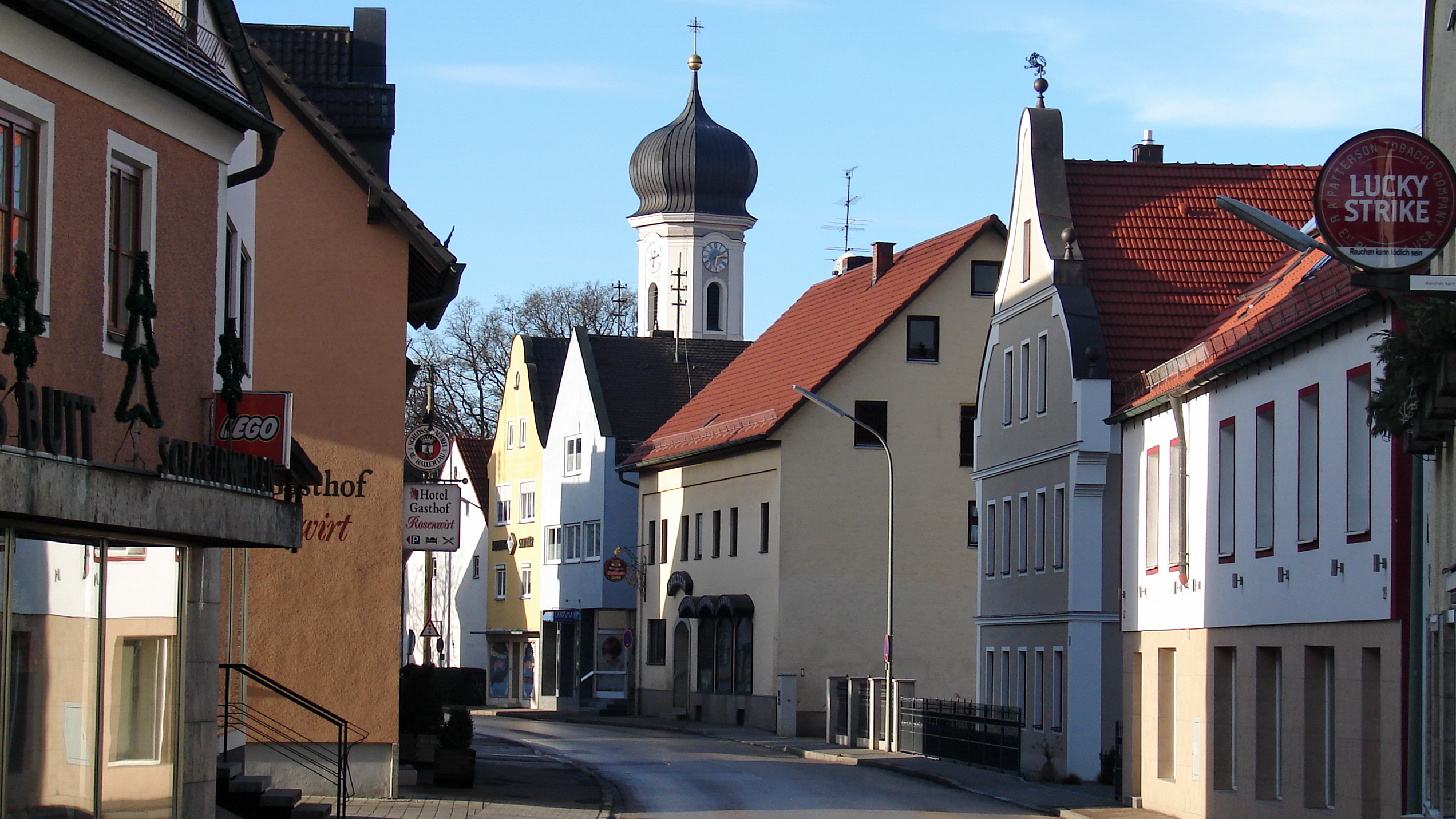
Obere Hauptstraße Richtung Norden, im Hintergrund die Pfarrkirche St. Vitus

Au in der Hallertau (amtlich: Au i.d.Hallertau) ist ein Markt im Norden des oberbayerischen Landkreises Freising im südlichen Bereich der Hallertau. Da in den Auer Gemeindefluren der Hopfenbau seit Jahrhunderten eine bedeutende Stellung einnimmt und speziell der Auer Hopfen sich in Deutschland und darüber hinaus einen Weltruf erworben hat, wird häufig die Ortsbezeichnung von Au noch mit der Bezeichnung das Herz im Hopfengau ergänzt. Damit soll die zentrale Bedeutung des Marktes Au innerhalb der Hallertau herausgehoben werden. Der Markt Au in der Hallertau ist in einer langgezogenen Talmulde zu beiden Seiten des Flüsschens Abens ausgebreitet. Das Ortsbild ist von stattlichen Bürgerhäusern und die Umgebung von Hopfenanlagen und Wäldern geprägt.

## Geographie

### Gemeindegliederung
Es gibt 42 Gemeindeteile (in Klammern ist der Siedlungstyp angegeben):
- Abens (Pfarrdorf)
- Au i.d.Hallertau (Hauptort)
- Dellnhausen (Dorf)
- Dobl (Einöde)
- Grubanger (Weiler)
- Günzenhausen (Dorf)
- Haarbach (Weiler)
- Halsberg (Weiler)
- Harham (Einöde)
- Haslach (Kirchdorf)
- Held (Einöde)
- Hemhausen (Dorf)
- Herbersdorf (Weiler)
- Hirnkirchen (Kirchdorf)
- Hofen (Einöde)
- Holzhof (Weiler)
- Holzmair (Einöde)
- Holzschmud (Einöde)
- Kleintonhof (Einöde)
- Königsgütler (Weiler)
- Kranzberg (Einöde)
- Kürzling (Weiler)
- Leitersdorf (Weiler)
- Mooshof (Einöde)
- Mösbuch (Einöde)
- Neuhub (Einöde)
- Neuhuber (Einöde)
- Osseltshausen (Kirchdorf)
- Osterwaal (Pfarrdorf)
- Piedendorf (Weiler)
- Reichertshausen (Pfarrdorf)
- Reith (Einöde)
- Rohregg (Einöde)
- Rudertshausen (Kirchdorf)
- Schausgrub (Einöde)
- Scheckenhausen (Einöde)
- Seysdorf (Dorf)
- Sillertshausen (Dorf)
- Sindorf (Einöde)
- Trillhof (Weiler)
- Willertshausen (Weiler)
- Wolfersdorf (Einöde)

Die Gemeinde besteht aus acht Gemarkungen (in Klammern zugehörige Gemeindeteile):
- Gemarkung Abens (Abens, Hemhausen, Hirnkirchen, Herbersdorf, Trillhof, Grubanger, Holzhof, Piedendorf, Harham, Kranzberg, Mooshof und Neuhub)
- Gemarkung Günzenhausen (Günzenhausen, Halsberg, Seysdorf, Holzschmud und Rohregg)
- Gemarkung Haslach (Haslach, Leitersdorf, Wolfersdorf, Kürzling und Königsgütler)
- Gemarkung Osseltshausen (Osseltshausen, Reith und Neuhub)
- Gemarkung Osterwaal (Osterwaal, Haarbach, Hofen, Kreiden und Schausgrub)
- Gemarkung Reichertshausen (Reichertshausen, Sindorf, Mösbuch, Holzmair und Dobl)
- Gemarkung Rudertshausen
- Gemarkung Sillertshausen (Sillertshausen und Held)

### Nachbargemeinden
Au in der Hallertau grenzt an folgende Gemeinden (im Uhrzeigersinn, von Norden beginnend): Rudelzhausen, Nandlstadt, Attenkirchen, Wolfersdorf, Schweitenkirchen, und Wolnzach.

## Geschichte

### Geschichte des Marktes Au
Das Gebiet um Au war schon frühzeitig besiedelt, was die keltische Ringwallanlage auf dem Schlossberg nördlich des Marktes belegt, die wahrscheinlich der Hallstadt-Kultur 650–400 v. Chr. zuzurechnen ist.
Die Aussage, Au wurde vermutlich um das Jahr 500 n. Chr. gegründet, ist nicht belegbar. Obwohl es Quellen aus vielen Nachbarorten des Markts gibt, die aus dem 8.–10. Jahrhundert stammen, tauchte Au erstmals gesichert 1140 auf: In einer Schenkungsurkunde vermacht Wolvolt ze Owa (Wolvot von Au) ein Gut dem Kloster Weihenstephan. Frühere Annahmen einer älteren Erwähnung von Au dürften auf Verwechslungen mit dem häufig vorkommenden Ortsnamen (wie Au, Aw, Awe, Ouwe, …) beruhen. Das Geschlecht derer von Au verwaltete die Herrschaft Au für das Kloster Weihenstephan. Gesichert ist jedoch, dass 1272 die Grafen von Moosburg Au zu Lehen hatten und es dort eine kleine Burg gab, die bis zum Aussterben des Geschlechts 1281 (Tod Kondrads IV. des Jüngeren) in ihrer Hand blieb. Erben der Moosburger waren die Herren von Stein und Randegg, die seinerseits 1306 von den Grafen von Abensberg beerbt wurden. Am 12. September 1349 erwarb Graf Ulrich III. von Abensberg für Au bei Kaiser Ludwig dem Bayer das Marktrecht: …das Recht, sich mit Zäunen und Gräben zu umfangen, auch daß sie Stock und Galgen und eine Wochenmarkt haben sollen. Nach dem Tode Ulrich III. von Abensberg 1385 wurden Markt und Veste Au für 950 ungarische Gulden an die Preysinger, Grafen von Wolnzach, verkauft. Im Jahre 1448 wurde Au von Friedrich III. das heute noch gültige Wappen verliehen.
Im Jahre 1463 heiratete Kaspar Herr von Turn Barbara, die Tochter des letzten Preysingers, und so kam das Geschlecht Turn in den Besitz von Au. Während des Landshuter Erbfolgekriegs wurde der Ort geplündert und die Burg 1503 zerstört. Die Burg wurde als Schloss Au 1554–1578 in der heutigen Form wieder aufgebaut. 1560 wird die Hofmark Hettenkirchen (bis 1752 bei Au), 1565 die Hofmark Pfettrach erworben (bis 1818 bei Au) und der Herrschaft Au angeschlossen. 1590 wird zum ersten Male ein Braumeister erwähnt, dies gilt als ältester Beleg für die Schlossbrauerei Au. Während des Dreißigjährigen Krieges wurde Au 1633 von den Schweden gebrandschatzt; einzig das Schloss blieb unversehrt. 1642 starben die Turner im Mannesstamme aus und die letzte Tochter, Marianna Freifrau von Turn heiratete Johann Freiherrn von Fraunhofen. 1688–1689 wurde die Pfarrkirche Sankt Vitus neu errichtet. Im Rahmen des Spanischen Erbfolgekriegs drangen im Juli 1704 ungarische Husaren in Au ein und erpressten Kriegskontributionen von 5000 Gulden. Mauritia, die letzte Freiin von Fraunhofen heiratete 1709 Graf Philipp Joseph von Toerring-Seefeld; die Toerring-Seefeld blieben bis 1735 Herren von Au. Durch Heirat der hinterbliebenen Tochter kamen die Grafen von Preysing-Hohenaschau in den Besitz der Herrschaft Au. Im Jahre 1752 bestand Au aus 97 Anwesen; zur Herrschaft Au gehörten auch die Orte Osseltshausen, Günzenhausen, Wolfersdorf, Pfettrach, Hirnkirchen und Haslach.

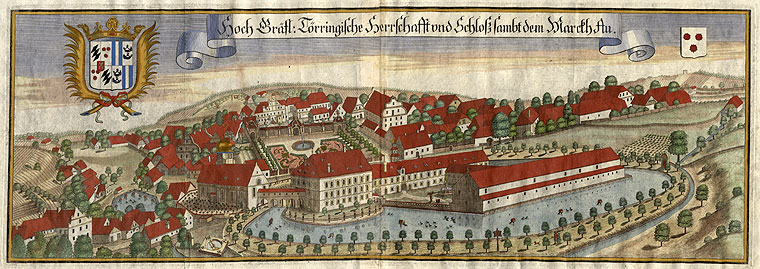
Michael Wening: Schloss der Grafen von Törring und Markt Au, Anfang 18. Jh.

Im Jahre 1818 wurde im Zuge des Zweiten Gemeindeedikts Au zum Patrimonialgericht ernannt. Die Herrschaft Au wurde aufgehoben und entstand als Markt Au in den Grenzen des alten Marktbezirkes. Au gehörte schon immer zum Landgericht Moosburg an der Isar, das niederbayerisch war. 1808 kam Au mit dem Landgericht nach Oberbayern; am 8. August 1857 wurde Au in das Landgericht Mainburg verlegt und somit wieder niederbayerisch. 1845 wurde Au ein eigener Siegelbezirk in der Hallertau und es wurden 227 Zentner Hopfen gesiegelt. Im Jahre 1864 hatte Au 760 Einwohner. 1898 erfolgt er Bau der ersten Hopfenhalle, die 1928 erweitert wurde. Von 1907 bis 1909 wurde die als Hallertauer Lokalbahn bezeichnete Bahnstrecke Langenbach–Enzelhausen errichtet und Au erhielt einen eigenen Bahnhof. Die Bahnstrecke wurde Ende 1970 stillgelegt. Au beherbergte vor dem Ersten Weltkrieg 1214 Einwohner, von denen 71 ihr Leben im Krieg lassen mussten. Die Jahre nach dem Krieg, die Inflation mit ihren wirtschaftlichen Sorgen lasteten schwer auf Au. Es folgte jedoch ein kaum geahnter Aufschwung. Der zweite Krieg der Jahre 1939–1945 schlug jedoch wieder tiefe Wunden ins wirtschaftliche Leben des Marktes, die erst allmählich überwunden werden konnten. Der Hopfen wurde in steigendem Maße die Hauptarbeits- und Einnahmequelle von Au. Am 1. Juli 1972 wurde der Landkreis Mainburg im Zuge der Gebietsreform in Bayern aufgelöst und Au kam zum Landkreis Freising und wurde oberbayerisch. Durch zahlreiche Eingemeindungen wurde Au mit 54,99 km² zur flächenmäßig zweitgrößten Gemeinde im Landkreis.
Im Landesentwicklungsprogramm ist der Markt Au in der Hallertau als Kleinzentrum ausgewiesen.

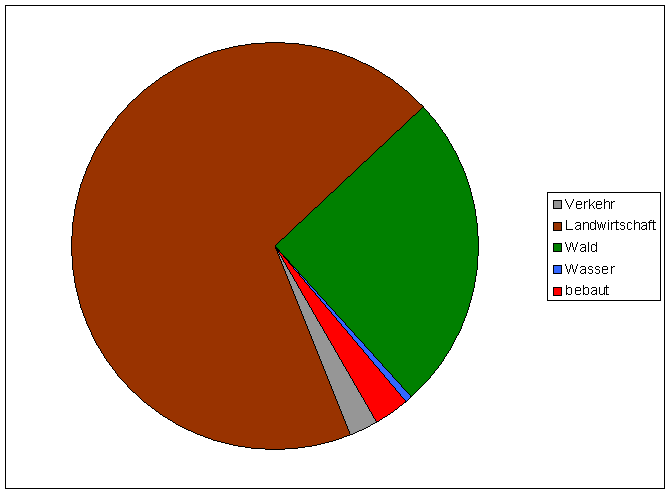
Aufteilung der Gemeindefläche

### Herren des Schlosses Au
- 0990–1281 Grafen von Moosburg
- 1281–1306 Herren von Stein
- 1306–1385 Freiherren von Abensberg
- 1385–1472 Preysinger, Grafen von Wolnzach und Moos
- 1472–1642 Freiherren von Thurn
- 1644–1669 Freiherren von Fraunhofen
- 1709–1735 Grafen von Törring-Seefeld
- 1764–1828 Grafen von Preysing-Hohenaschau
- 1828–1833 Freiherren von Maderny
- 1833–1845 Grafen von Montgelas
- seit 1846 Freiherrn Beck von Peccoz

## Entwicklung der Gemeinde Au

### Eingemeindungen
Im Zuge der Gebietsreform in Bayern wurden am 1. Juli 1972 der Nordteil der bis dahin selbständigen Gemeinde Reichertshausen mit den Gemeindeteilen Reichertshausen, Willertshausen und Sindorf sowie die Gemeinde Rudertshausen eingegliedert. Zum 1. Januar 1976 schloss sich Osseltshausen freiwillig dem Markt Au an.
Am 1. Januar 1978 folgten Günzenhausen, Haslach und Osterwaal. Schließlich schloss am 1. Mai 1978 die Eingliederung von Abens (Zusammenschluss der bisherigen Gemeinden Hemhausen und Hirnkirchen zur neuen Gemeinde Abens am 1. Januar 1971) die Reihe der Eingemeindungen ab.
Nach der Landkreisreform forderten die Bewohner von Sillertshausen und Held (beide Gemeinde Attenkirchen) ihre Umgliederung nach Au. Am 1. Januar 1982 wurde das kleine Gebiet mit damals etwa 40 Einwohnern von Attenkirchen an den Markt Au in der Hallertau abgetreten.

### Einwohnerentwicklung
Gemeindeteil Au in der Hallertau
Die folgenden Einwohnerangaben beziehen sich auf die Gemeinde Au in der Hallertau in den jeweiligen Grenzen.

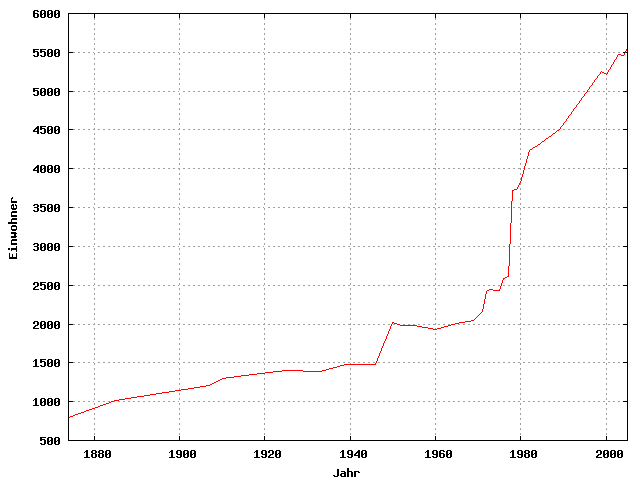
Einwohnerentwicklung

| Jahr | Einwohner |
| ---- | --------- |
| 1809 | 527       |
| 1874 | 801       |
| 1885 | 1010      |
| 1907 | 1214      |
| 1910 | 1293      |
| 1919 | 1367      |

| Jahr | Einwohner |
| ---- | --------- |
| 1925 | 1403      |
| 1933 | 1388      |
| 1939 | 1481      |
| 1946 | 1475      |
| 1950 | 2022      |
| 1955 | 1976      |

| Jahr | Einwohner |
| ---- | --------- |
| 1960 | 1936      |
| 1961 | 1939      |
| 1965 | 2013      |
| 1970 | 2126      |
| 1971 | 2159      |
| 1972 | 2424      |

| Jahr | Einwohner |
| ---- | --------- |
| 1975 | 2428      |
| 1976 | 2588      |
| 1978 | 3718      |
| 1980 | 3826      |
| 1982 | 4234      |
| 1984 | 4305      |

Heutige Gemeinde Au in der Hallertau
Die folgenden Einwohnerangaben beziehen sich auf das heutige Gebiet der Gemeinde Au in der Hallertau mit den eingemeindeten Orten.
| Jahr | Einwohner |
| ---- | --------- |
| 1840 | 2261      |
| 1871 | 2681      |
| 1900 | 3122      |
| 1925 | 3472      |
| 1939 | 3363      |
| 1950 | 4575      |

| Jahr | Einwohner |
| ---- | --------- |
| 1961 | 3613      |
| 1970 | 3728      |
| 1982 | 4234      |
| 1984 | 4305      |
| 1987 | 4137      |
| 1989 | 4508      |

| Jahr | Einwohner |
| ---- | --------- |
| 1991 | 4495      |
| 1994 | 4912      |
| 1995 | 4965      |
| 1999 | 5250      |
| 2000 | 5209      |
| 2001 | 5320      |

| Jahr | Einwohner |
| ---- | --------- |
| 2002 | 5461      |
| 2003 | 5467      |
| 2004 | 5507      |
| 2005 | 5594      |
| 2006 | 5626      |
| 2007 | 5593      |

| Jahr | Einwohner |
| ---- | --------- |
| 2008 | 5571      |
| 2009 | 5564      |
| 2010 | 5615      |
| 2011 | 5607      |
| 2012 | 5655      |
| 2013 | 5731      |

| Jahr | Einwohner |
| ---- | --------- |
| 2014 | 5773      |
| 2015 | 5858      |
| 2016 | 5944      |
| 2020 | 6219      |
| 2021 | 6229      |
| 2022 | 6279      |

Zwischen 1988 und 2018 wuchs der Markt von 4180 auf 6063 um 1883 Einwohner bzw. um 45,1 %.

## Politik

### Marktgemeinderat

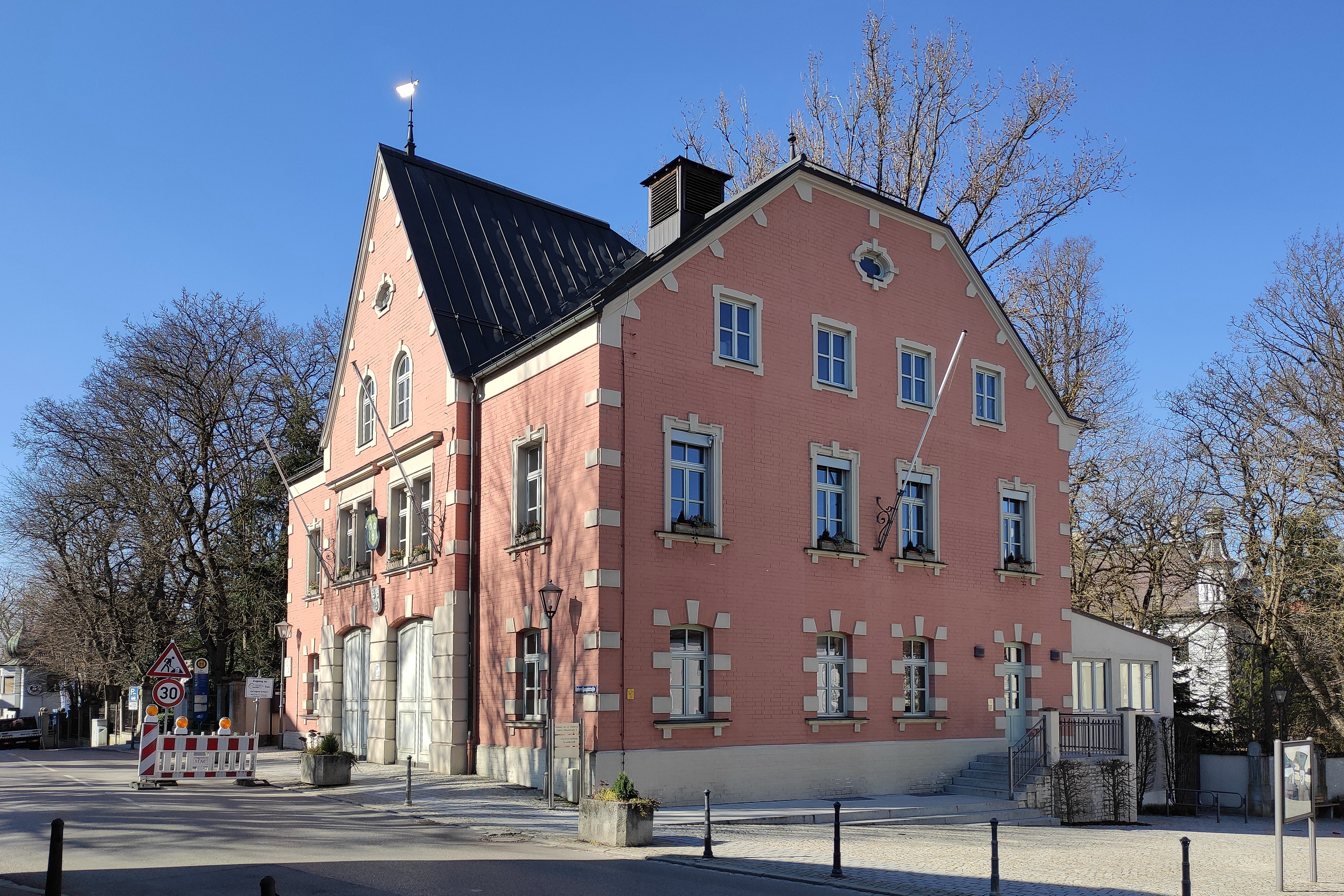
Auer Rathaus

Die Kommunalwahlen 2002, 2008, 2014 und 2020 führten zu den folgenden Sitzverteilungen im Marktgemeinderat. Seit Mai 2014 gehören dem Marktgemeinderat drei Parteien und Gruppierungen an:
| Partei / Wählergruppe       | 2002 | 2008 | 2014 | 2020 |
| --------------------------- | ---- | ---- | ---- | ---- |
| CSU                         | 8    | 8    | 5    | 7    |
| Grüne                       | –    | –    | 4    | 4    |
| Freie Wählergemeinschaft Au | 12   | 12   | 11   | 9    |
| Gesamt                      | 20   | 20   | 20   | 20   |

Nach Prozenten wurde folgendermaßen abgestimmt:
| Partei / Wählergruppe       | 2002 | 2008 | 2014 | 2020 |
| --------------------------- | ---- | ---- | ---- | ---- |
| CSU                         | 37,6 | 41,8 | 27,6 | 34,3 |
| SPD                         | 2,9  | –    | –    | –    |
| Grüne                       | –    | –    | 18,4 | 20,6 |
| Freie Wählergemeinschaft Au | 59,5 | 58,2 | 54,0 | 45,1 |
| Gesamt                      | 100  | 100  | 100  | 100  |

### Bürgermeister
Zum Ersten Bürgermeister wurde 2020 mit 54,8 % der Stimmen Hans Sailer (* 1957) von der Freien Wählergemeinschaft Au gewählt. Es ist seine erste Amtsperiode. Zuvor hatte sein Parteikollege Karl Ecker (1963–2025) von 1996 bis 2020 das Amt inne.

### Wappen
| | Blasonierung: „In Grün drei zwei zu eins gestellte silberne heraldische Rosen mit goldenen Butzen und Kelchblättern.“ |
| Wappenbegründung: Urkundlich belegt, als ainen Grinen Schilt und darinn drei Rosen, zwei Oben und eine unten mit gelen unterschieden (mit gelben Farben unterschieden). Die Umschriftung des Wappens lautet: s.des.marchts.zv.aw = Siegel des Marktes zu Au. Die drei silbernen Rosen im grünen Feld sind aus dem Wappen der Grafen von Moosburg und der Herren von Stein entnommen. Das Wappen wurde am 9. September 1448 dem Markt Au durch Kaiser Friedrich III. verliehen. | |

## Religion
Der größte Teil der Bewohner gehört der katholischen Kirche an. Au ist seit dem 11. Jahrhundert eine katholische Pfarrei, Sankt Vitus. Die Pfarrei Sankt Bartholomäus in Osterwaal bildet mit der Pfarrei Au eine Pfarrgemeinschaft. Kirchenrechtlich ist das Gemeindegebiet geteilt: Der Norden mit Au und Osterwaal gehört zum Dekanat Abensberg-Mainburg im Bistum Regensburg. Die restlichen Gemeindeteile, also die Pfarreien Mariä Geburt (Abens) und Reichertshausen St. Stephanus gehören zum Dekanat Freising im Erzbistum München und Freising. Für die Gläubigen stehen in der Pfarrei Au und Osterwaal folgende Gotteshäuser zur Verfügung: die Pfarrkirche St. Vitus, die Friedhofskapelle, die Schlosskapelle Sankt Karl Borromäus und die Maria Eich Kapelle im Wald Tannet in Au; Sankt Bartholomäus und die Maria-Hilf-Kapelle in Osterwaal sowie die Filialkirchen in Halsberg Sankt Margaretha, Haslach Sankt Johann Baptist, Osseltshausen Mariä Himmelfahrt und Rudertshausen St. Johannes.
Die Pfarrei Abens hat die Filialkirchen Hirnkirchen St. Peter und Paul, Piedendorf St. Nikolaus, Hemhausen und in Sillertshausen die Kapelle St. Anna. Die Pfarrei Reichertshausen wird von Nandlstadt aus betreut.
Für die evangelischen Christen gibt es seit 1963 die lutherische Christuskirche. Bis 1993 gehörte Au zur Kirchengemeinde Mainburg, ab 1994 wurde die Gemeinde selbständig und umfasst auch die Orte Attenkirchen, Au, Nandlstadt, Rudelzhausen, Wolfersdorf, Thalham, Tegernbach und Oberappersdorf. Sie liegt im Dekanat Freising und im Kirchenkreis München.

## Kultur und Sehenswürdigkeiten

### Musik und Tanz
- Auer Geigenmusi
- Hanghena
- Liedertafel Au
- Marktkapelle Au
- Osseltshausener Schäfflertänzer

### Sehenswürdigkeiten
- Schloss Au
- katholische Kirche St. Vitus
- Ringwall des frühen Mittelalters[21]

### Museen
- Bauernhofmuseum Familie Schwarz in Sillertshausen am Grasl-Hof

### Regelmäßige Veranstaltungen
- Auer Wochenmarkt (jeden Mittwoch)
- Holledauer Pfingstfest
- Holledauer Fidel (etwa alle zehn Jahre)
- Faschingsumzug
- Neujahrskonzert der Marktkapelle Au
- Verkaufsoffener Sonntag mit Flohmarkt (zweimal im Jahr)
- Marktführungen (jeden zweiten und vierten Sonntag im Monat)[22]
- Kolpingkulturkreis[23]

## Wirtschaft und Verkehr

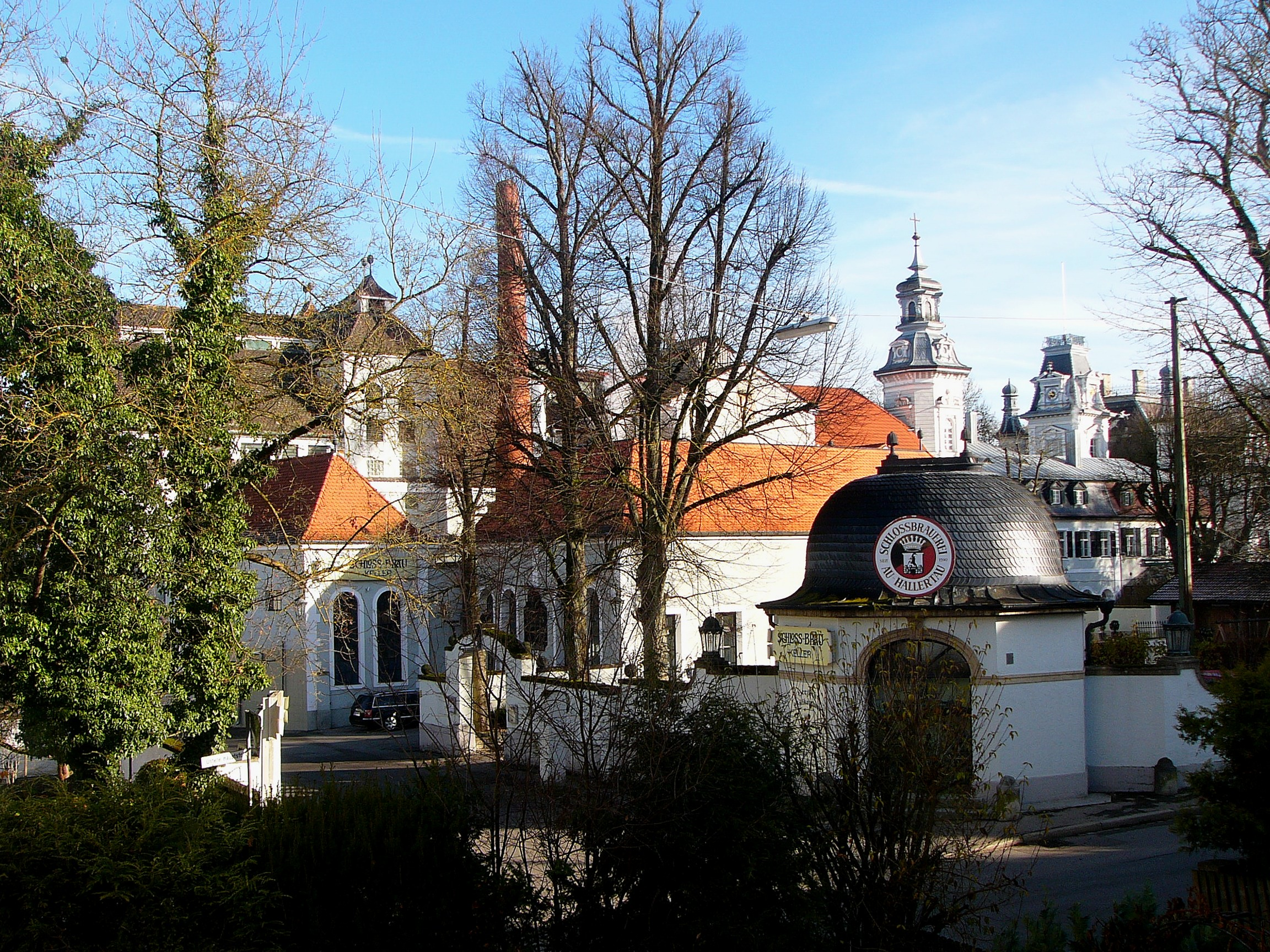
Schlossbrauerei Au-Hallertau mit Schloss im Hintergrund

### Wirtschaft
Der Markt Au hat die zwei Industriegebiete „Au-West“ und „Galgenberg“. Im Markt sind neben einer Brauerei (Schlossbrauerei Au-Hallertau) vor allem Unternehmen angesiedelt, die mit der Hopfenbautechnik (Stephan Maier Landtechnik), der Hopfenverarbeitung (HHV mbH) und der Vermarktung (Lupex GmbH) von Hopfen beschäftigt sind. Das mitarbeiter- und umsatzstärkste Unternehmen ist die Firma CCV Deutschland GmbH (vormals EL-ME AG).
Die Hallertauer Hopfentour, ein Radweg durch die Hallertau, verläuft durch die Gemeinde.

### Verkehr

#### Ortsumfahrung Au in der Hallertau der B 301
Da die Bundesstraße 301 direkt durch den Ort führte, strebte der Markt seit den 1980er Jahren eine Ortsumfahrung an. Im Spätsommer 2008 wurde bekannt, dass die finanziellen Mittel für den noch im selben Jahr geplanten Baubeginn nicht mehr zur Verfügung gestellt würden. Um eine Verzögerung oder gar Streichung des Projektes zu verhindern, mobilisierte der Markt Au unter anderem auch die überregionale Presse, um die versprochene Finanzierung zu sichern. Durch einen Zuschuss des Landes Bayern konnte Mitte 2009 mit dem Bau begonnen werden. Seit Mitte Dezember 2011 ist die Umfahrung für den Verkehr freigegeben.

#### Schienenverkehr
Au war über die Hallertauer Lokalbahn von Langenbach nach Enzelhausen an den Schienenverkehr angeschlossen. Die Strecke wurde 1996 stillgelegt und steht jetzt als Radweg zur Verfügung.

#### ÖPNV
Die Buslinie 602 des Münchner Verkehrs- und Tarifverbundes verkehrt auf der Strecke Mainburg bis Freising (dort Bahnanschluss nach München und Landshut).

## Öffentliche Einrichtungen

### Kinderbetreuung und Bildungseinrichtungen
- Kindergarten am Vogelhölzl
- Kindergarten Maria de la Paz
- Grundschule Au
- Realschule Au
- Volkshochschule Au
- Gemeindebücherei

### Freizeit- und Sportanlagen
- Fußballplätze
- Stockschützenbahn
- Tennisplätze
- Fischweiher
- Freiwillige Feuerwehr
- Hopfenlandhalle
- Schießstätte inkl. Schützenverein

### Bildergalerie

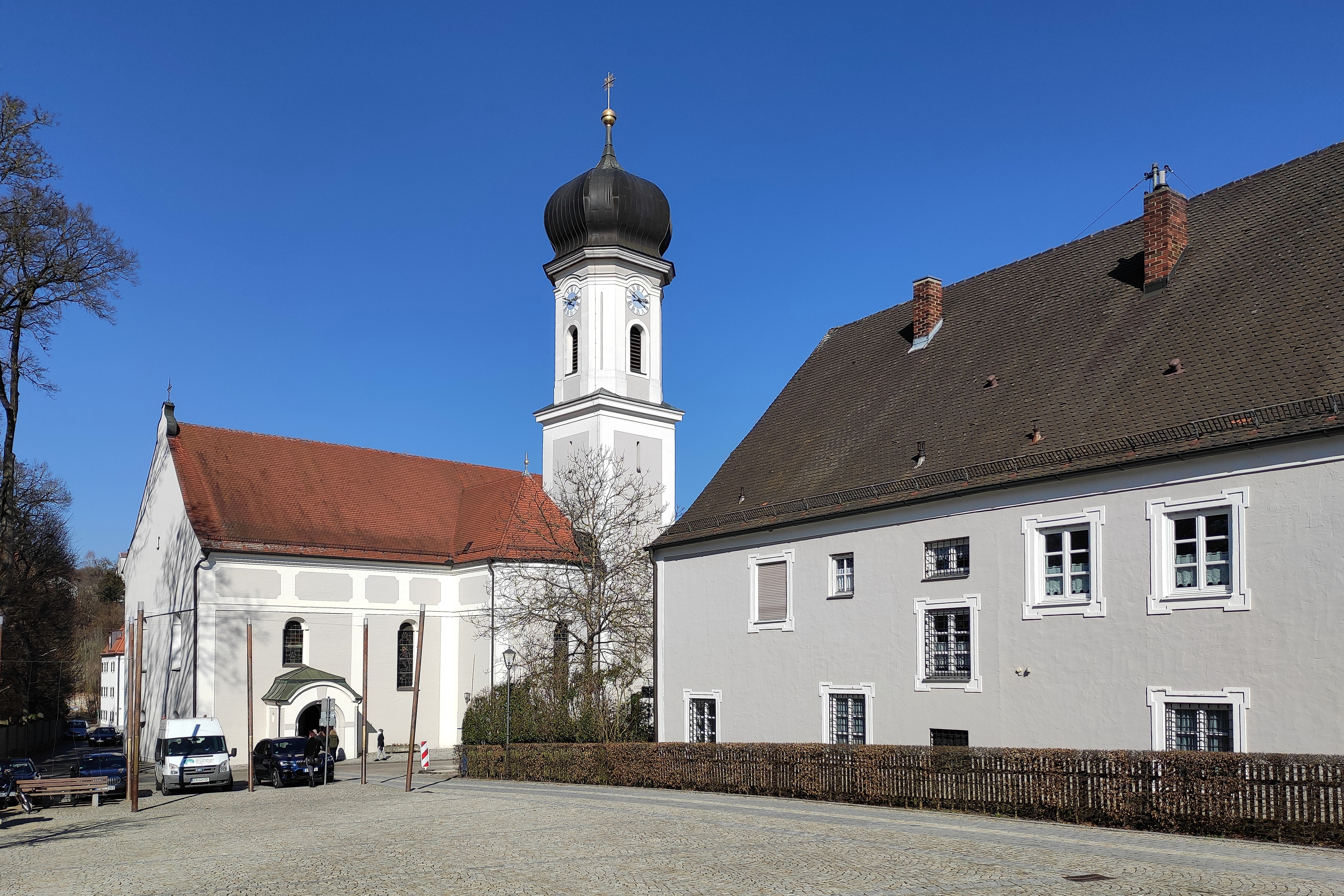
Katholische Kirche St. Vitus
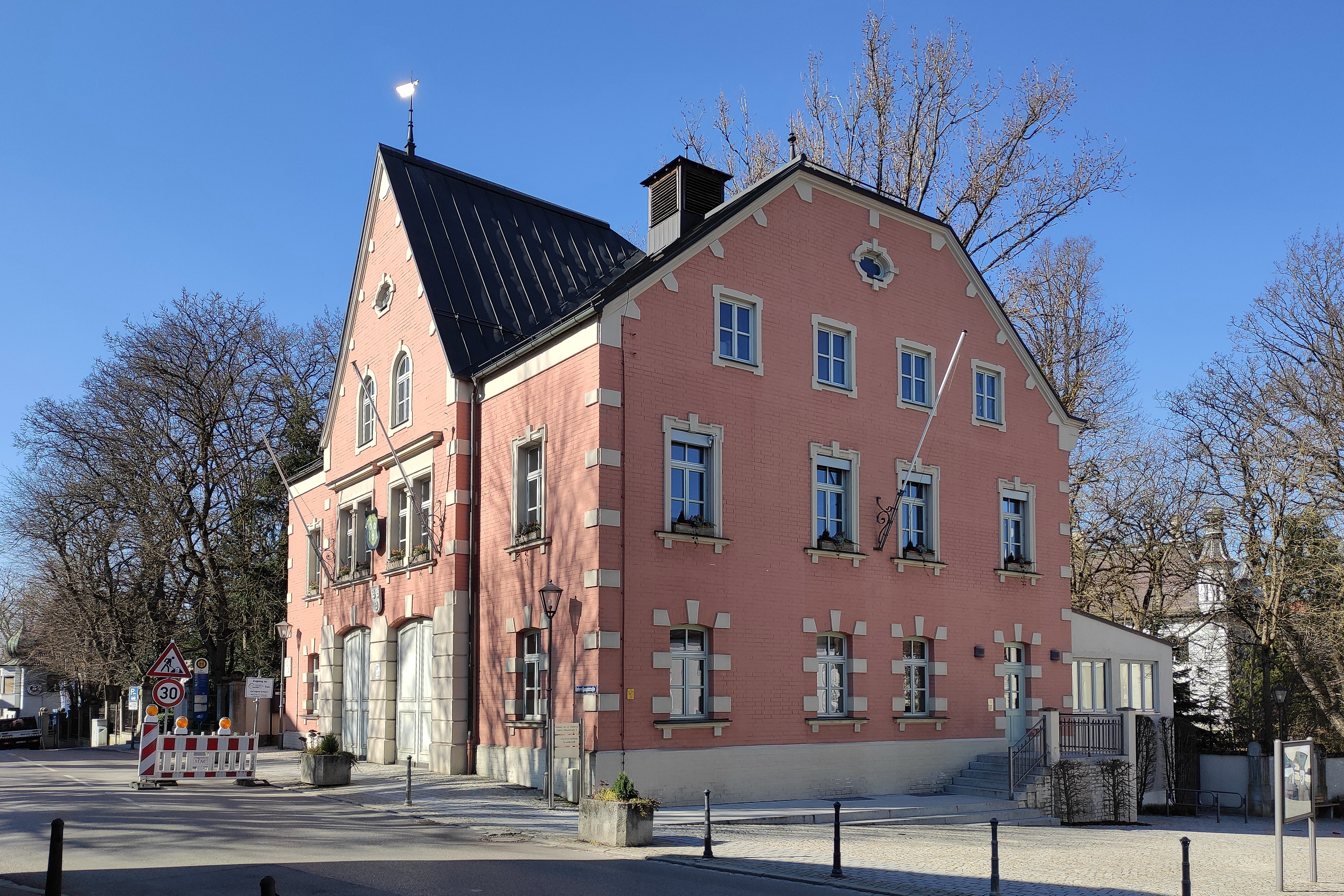
Rathaus
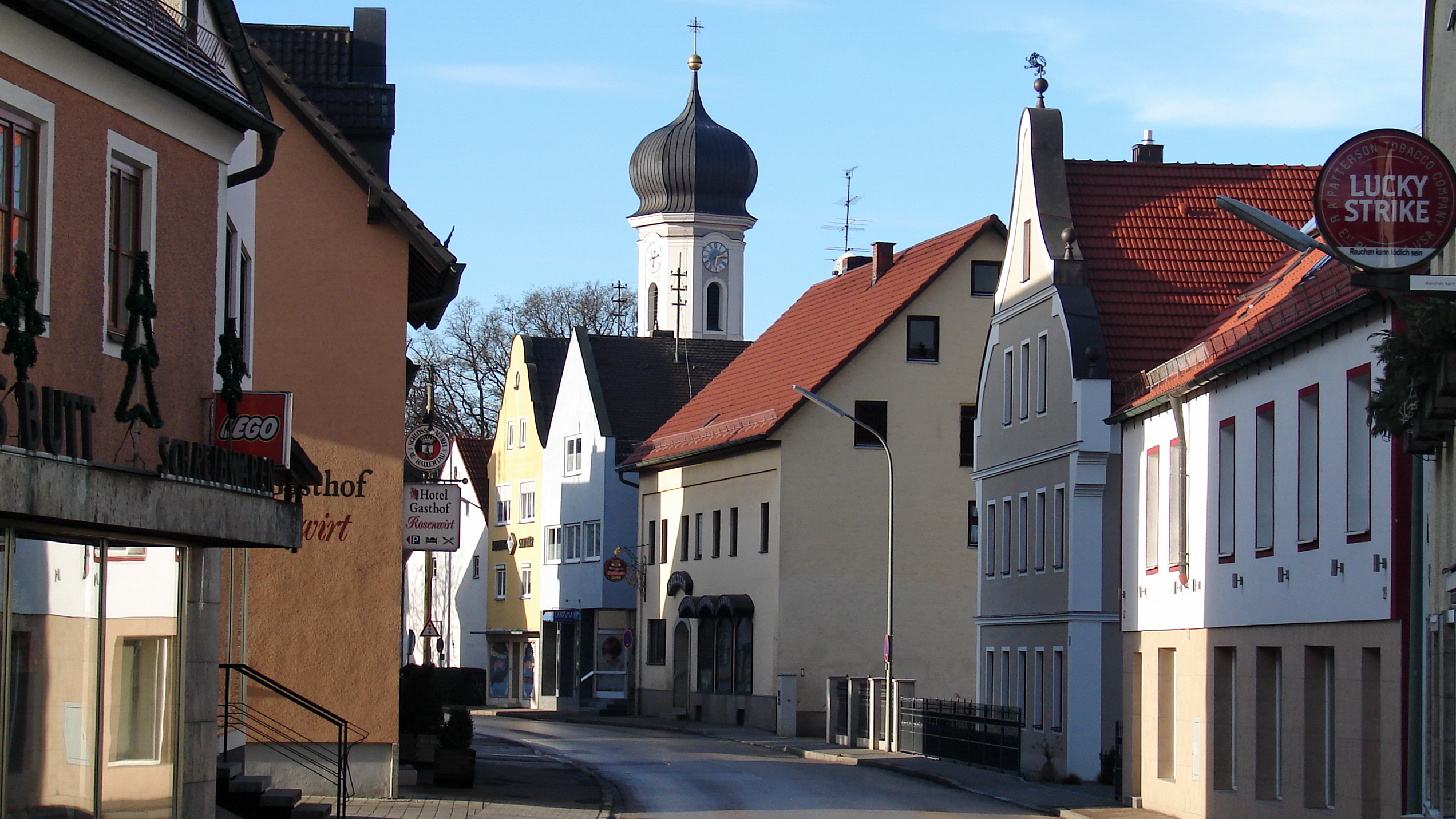
Obere Hauptstraße
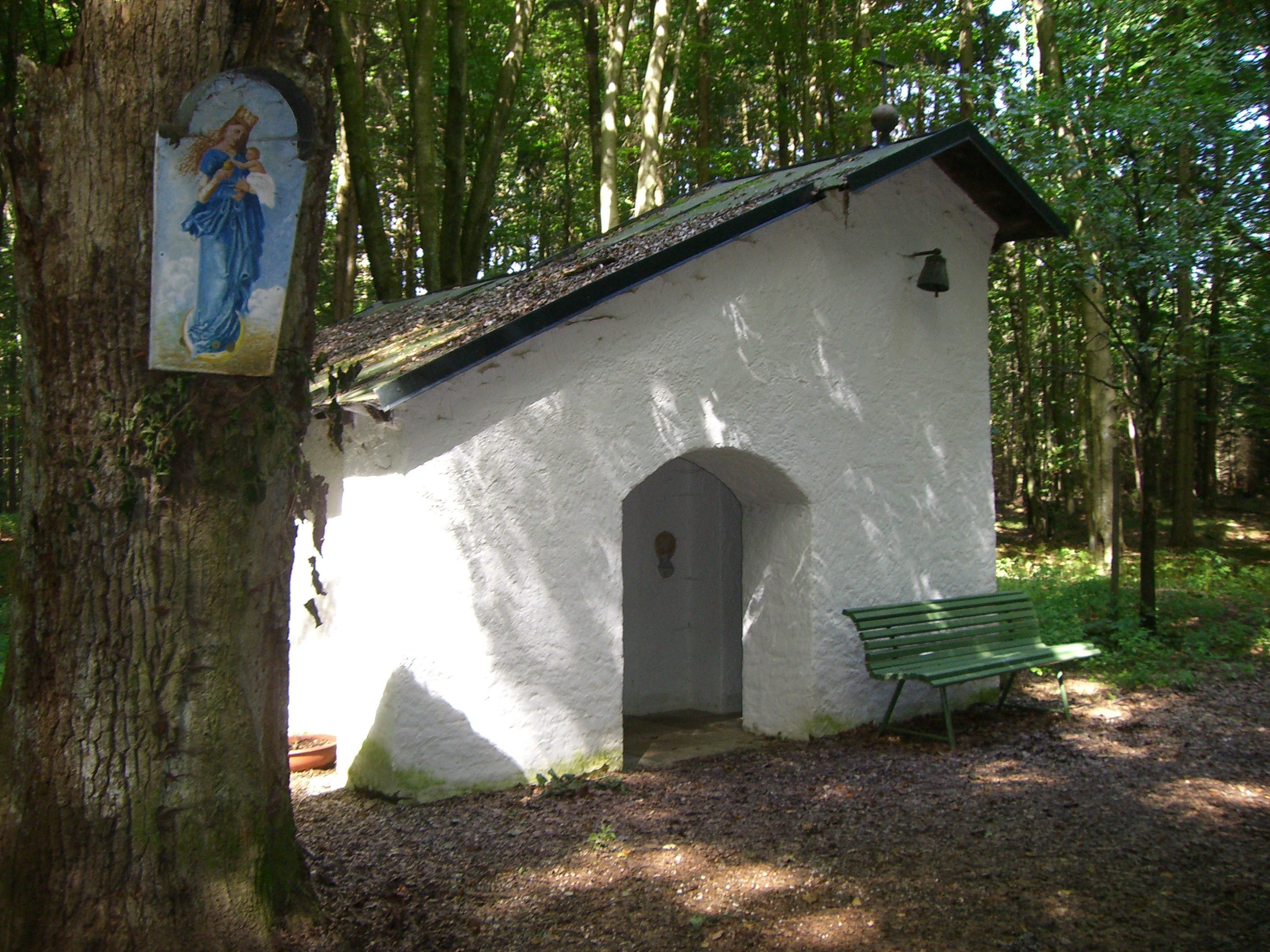
Maria-Eich-Kapelle
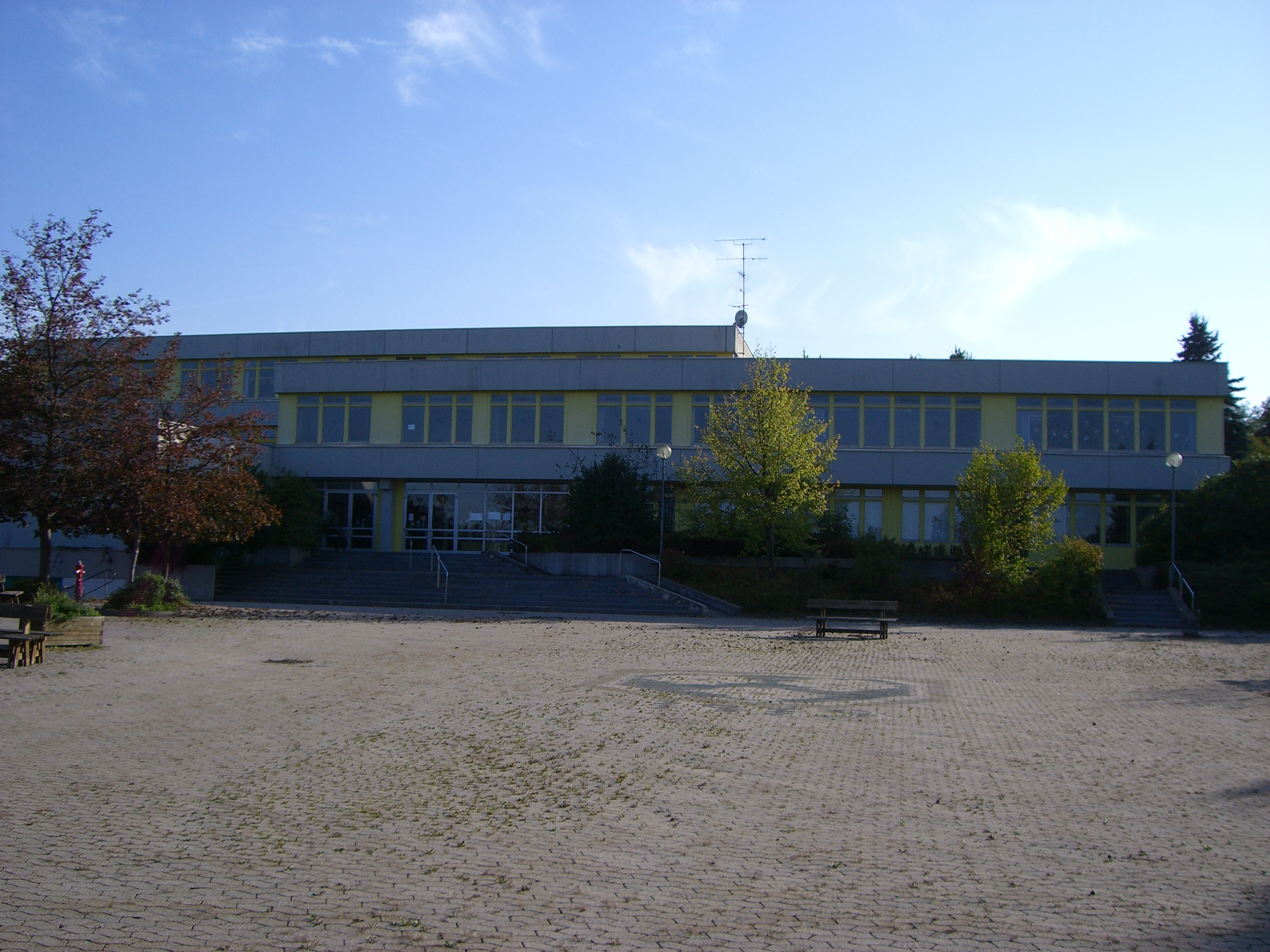
Hauptschule
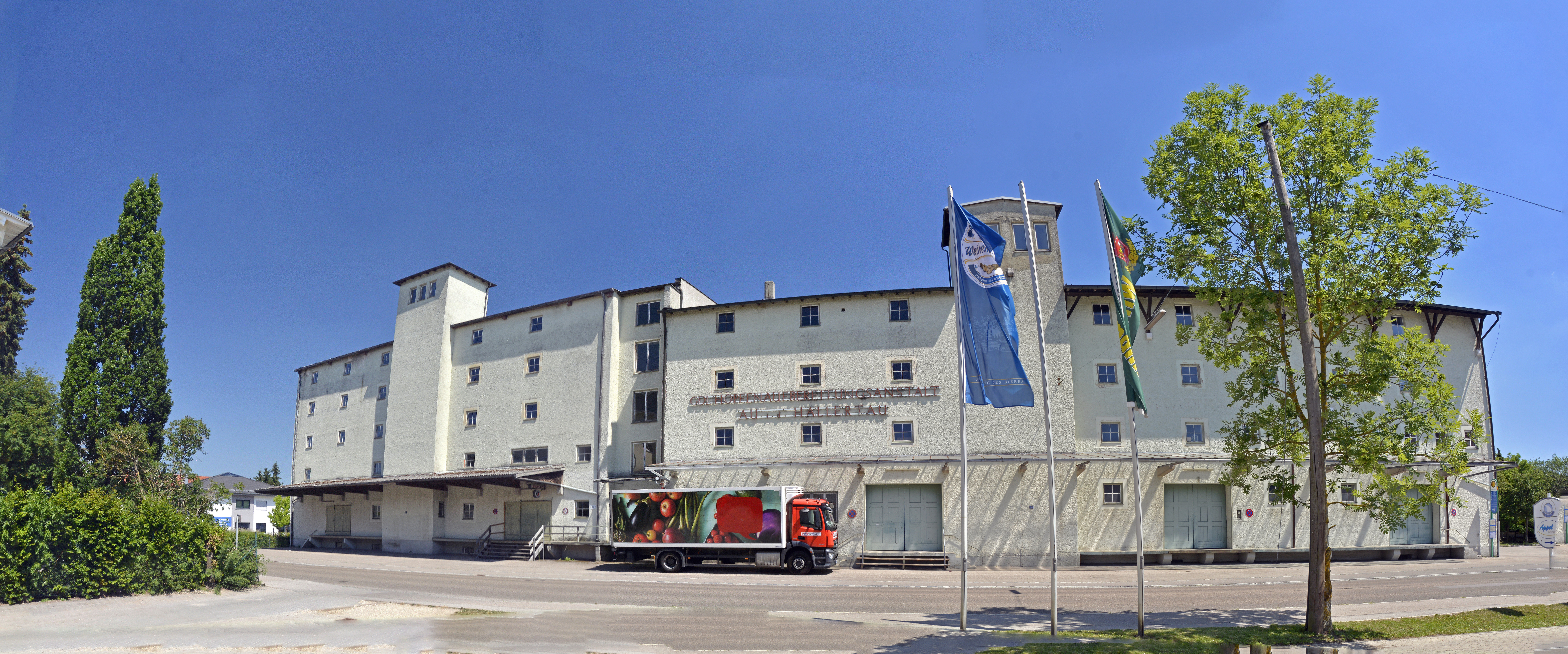
Panorama der Hopfenaufbereitungsanstalt
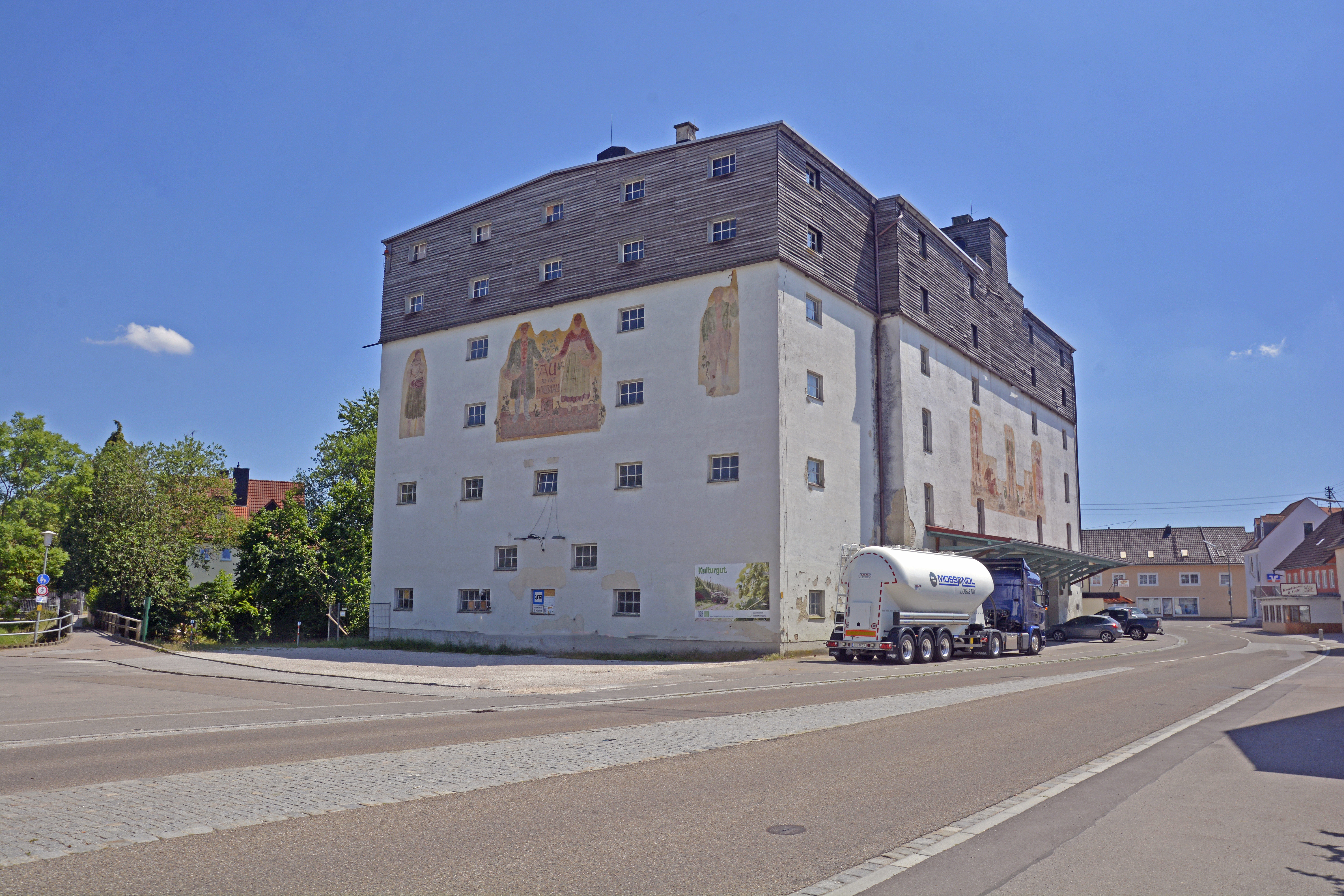
Hopfenaufbereitungsgebäude
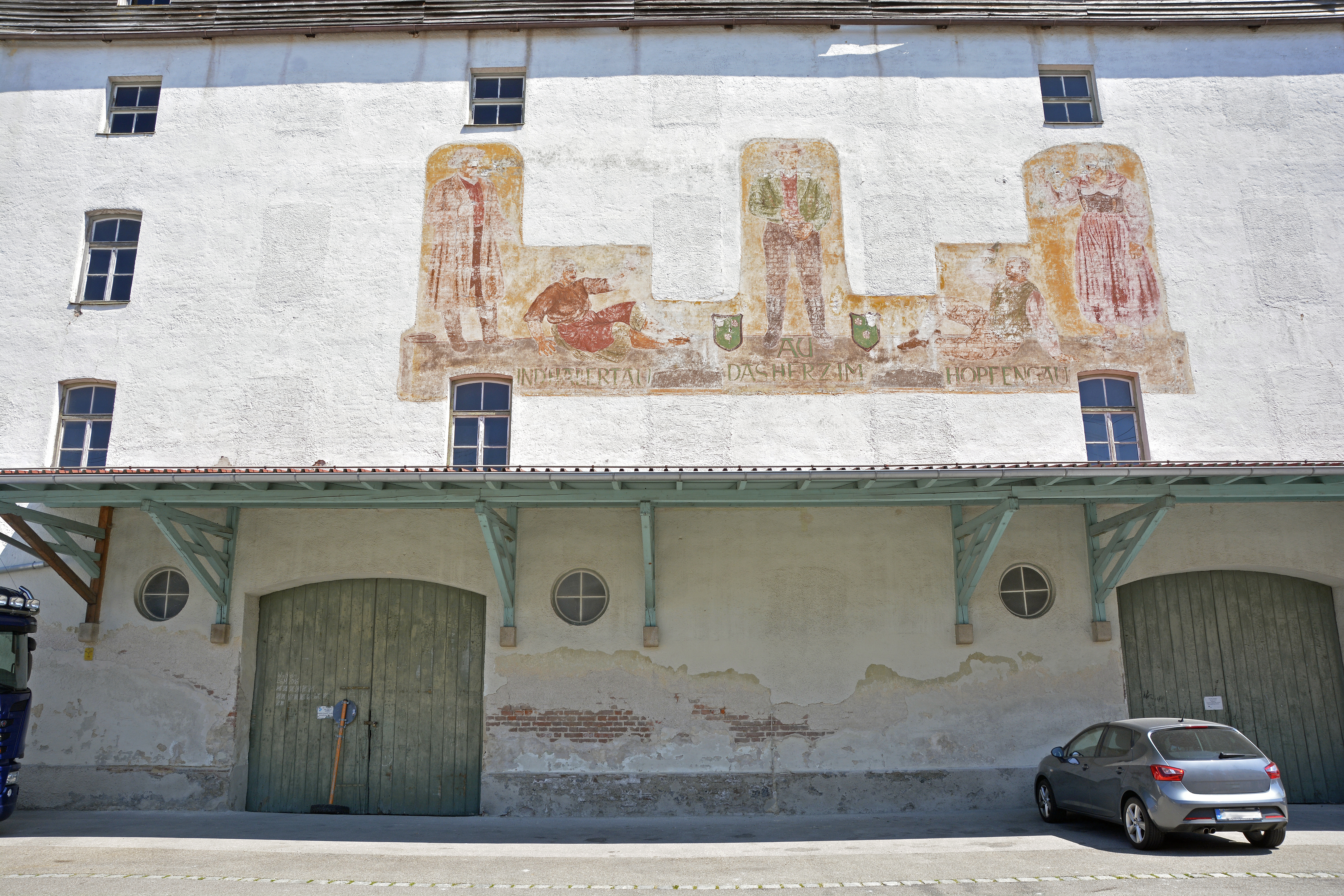
Hopfenaufbereitungsgebäude (Fassadendetail)
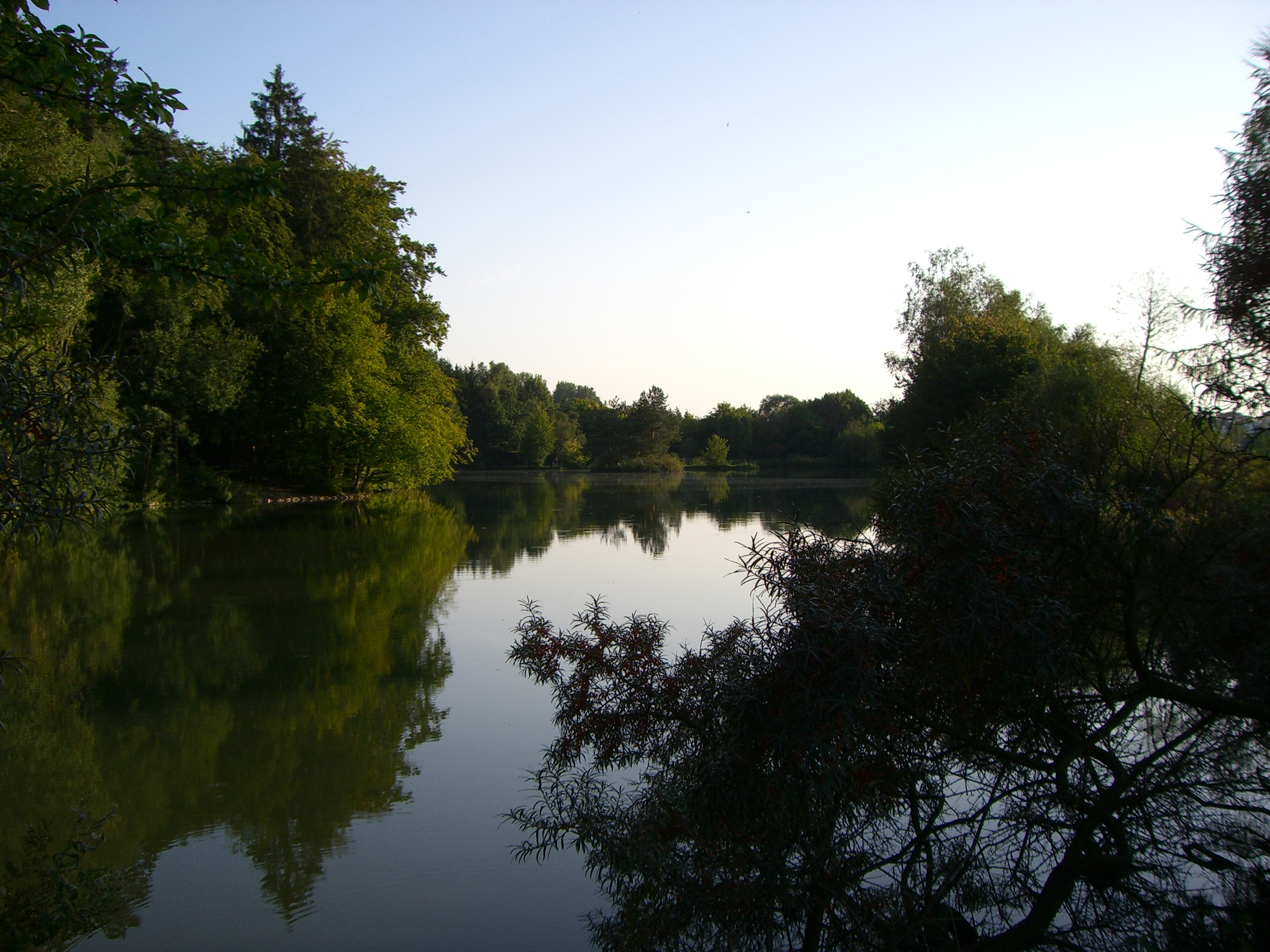
Fischweiher
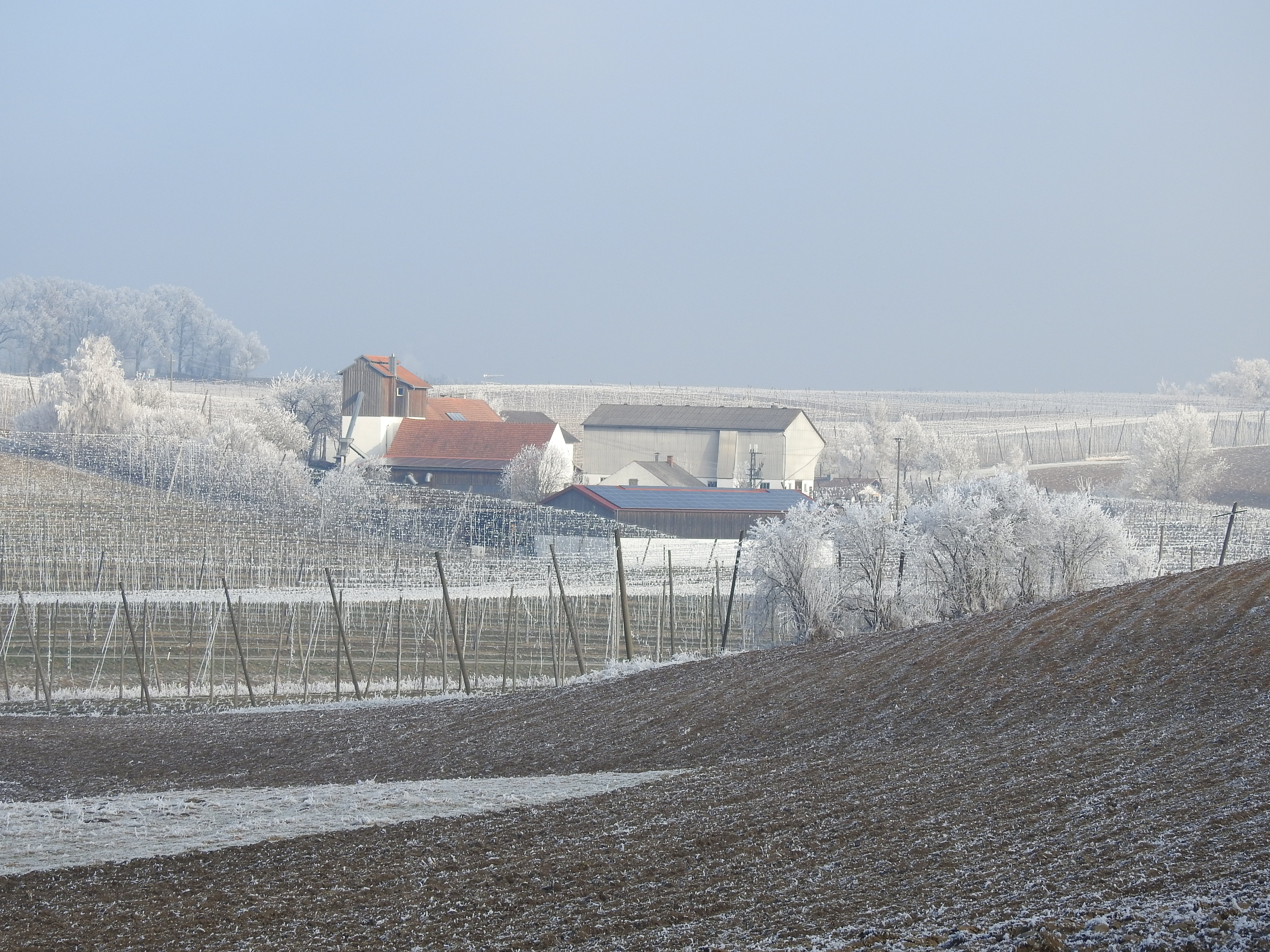
Grubanger

## Söhne und Töchter der Gemeinde
- Aemilian Reif (1741–1790), Benediktiner, Theologe und Hochschullehrer, geboren in Abens
- Adam Wehnert (1890–1945), Buchhändler und Märtyrer
- Josef Eberwein (1895–1981), Volksmusiker
- Wolfgang Maria Hagl (* 1953), Abt des Klosters Metten ab 1989